# アウトビアンキ・ステリナ
ステリナ (STELLINA)は、アウトビアンキが製造販売していた自動車である。

## 概要
フィアット・600を流用して作ったスポーツカーであり、ボディにはFRP製のコンバーチブルも存在した。

## 車名
「STELLINA (ステリナ)」は、イタリア語で「小さな星」を意味する。